# Radu Voina
Radu Voina, romunski rokometaš, * 29. julij 1950, Sighişoara.
Leta 1972 je na poletnih olimpijskih igrah v Münchnu v sestavi romunske rokometne reprezentance osvojil bronasto olimpijsko medaljo.